# Велдон (Арканзас)
Велдон (енгл. Weldon) град је у америчкој савезној држави Арканзас.

## Демографија
По попису из 2010. године број становника је 75, што је 25 (-25,0%) становника мање него 2000. године.
| Група             | 2000.      | 2010.      |
| Белци             | 95 (95,0%) | 72 (96,0%) |
| Афроамериканци    | 2 (2,0%)   | 1 (1,3%)   |
| Азијати           | 0 (0,0%)   | 0 (0,0%)   |
| Хиспаноамериканци | 1 (1,0%)   | 1 (1,3%)   |
| Укупно            | 100        | 75         |